# Линхарт, Карл
Карл Джеймс Линхарт (англ. Carl James Linhart; 14 декабря 1929, Зборов — 4 января 2022, Мэривилл, Иллинойс) — американский бейсболист чехословацкого происхождения. В 1952 году провёл несколько матчей в составе клуба Главной лиги бейсбола «Детройт Тайгерс». Восемь лет отыграл в различных клубах младших лиг.

## Биография
Карол Линхарт родился 14 декабря 1929 года в Зборове на территории современной Словакии. За несколько дней до этого его отец Карл уехал в США в поисках работы. В 1937 году за ним последовала супруга Вероника с сыном. Они поселились в городе Гранит-Сити в Иллинойсе. Там Линхарт-младший, которого тоже стали называть Карлом, окончил старшую школу. Во время учёбы он играл в футбол на позиции хавбека, занимался бейсболом. В 1948 году он был капитаном школьной бейсбольной команды, выигравшей чемпионат штата.
На талантливого игрока претендовало сразу несколько клубов Главной лиги бейсбола. Фаворитами считались «Сент-Луис Браунс», но, несмотря на устную договорённость с владельцами команды Чарлзом и Биллом Девиттом, контракт подписан не был. Вместо этого Линхарт заключил сделку с «Детройтом», в последний момент сделавшим более выгодное предложение. Начав карьеру на уровне D-лиги, он сразу же доказал, что стоил своих денег. Большую часть сезона его показатель отбивания держался выше 40,0 %, хотя Линхарт сыграл только 55 матчей, что было меньше квалификационного норматива. Через год его эффективность снизилась, но всё равно составляла впечатляющие 31,1 %. В своём втором сезоне он вошёл в число участников Матча звёзд Каролинской лиги. В одной из игр Линхарт заработал восемь ранов, установив рекорд турнира.
В 1950 году его перевели на уровень A-лиги в команду «Флинт Эрроуз». Часть сезона у него ушла на адаптацию, но сезон он завершил с показателем отбивания 27,2 % и 12 выбитыми хоум-ранами. После окончания чемпионата Линхарт был включён в расширенный состав «Детройта». Весной 1951 года он мог бы побороться за место в команде, но был призван на военную службу и распределён в ВВС. В течение двух лет Линхарт играл кэтчером в команде авиабазы Скотт и некоторое время был её тренером.
Демобилизовавшись в 1952 году, он по действовавшим тогда правилам сразу был включён в основной состав «Тайгерс». В начале августа Линхарт дебютировал в Главной лиге бейсбола, выйдя на замену в игре с «Бостоном». Почти сразу же руководство клуба перевело его в фарм-клуб «Уильямспорт Тайгерс». Там в 29 сыгранных матчах он отбивал с показателем 16,9 %. В сентябре Линхарт получил ещё один шанс, но оба его выхода на поле закончились безрезультатно. В течение следующих четырёх сезонов Линхарт играл в фарм-системе Детройта, но на свой прежний уровень выйти так и не смог. Суммарно в младших лигах он провёл восемь лет, его общий показатель отбивания за этот период составил 28,5 % с 70 выбитыми хоум-ранами.
Завершив карьеру, Линхарт в течение сорока лет работал в компании Granite City Steel. На пенсию он вышел в 1993 году. С 1952 по 2016 год он состоял в браке с Джоан Швендеман, вместе они вырастили дочь и трёх сыновей.
Карл Линхарт скончался 4 января 2022 года в возрасте 92 лет в больнице города Мэривилл в Иллинойсе.